# Gebirgs-Armeekorps Norwegen

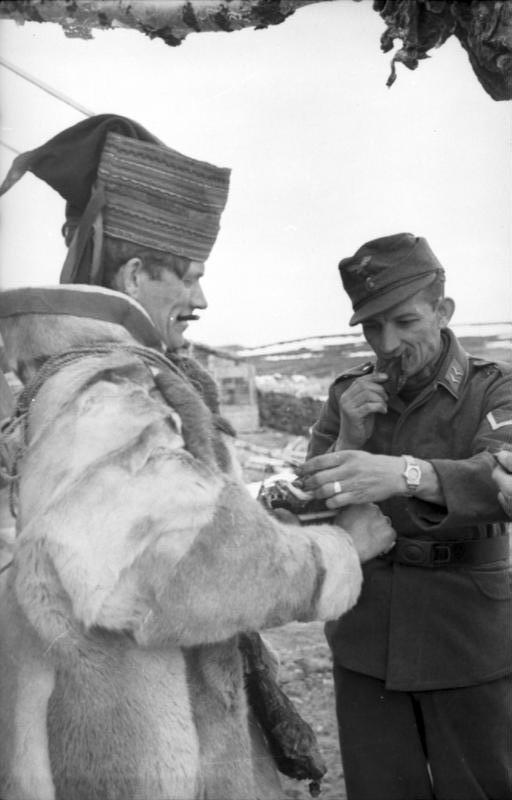
Tysk flygsoldat röker tillsammans med nordsame 1943.

Gebirgskorps Norwegen var en tysk arméenhet under andra världskriget som deltog i stridigheter i Norge och Finland.
Enheten bildades i juli 1940 och var senare förflyttad till norra Norge som en del av Armeeoberkommando Norwegen. Den deltog i Operation Renntier, ockupationen av finska Petsamo. I juni 1941 deltog även enheten i anfallet från Petsamo mot Murmansk i Operation Platinfuchs. Man misslyckades och nådde dock aldrig sitt mål.
I november 1942 döptes enheten om till XIX. Gebirgs-Armeekorps. Från sena 1944 och framåt var enheten stundtals också känd som Armeeabteilung Narvik.

## Befälhavare
- Generaloberst Eduard Dietl (14 juni 1940 - 15 januari 1942)
- Generalfeldmarschall Ferdinand Schörner (15 januari 1942 - 1 oktober 1943)
- General Georg Ritter von Hengl (1 oktober 1943 - 15 maj 1944)
- General Ferdinand Jodl (15 maj 1944 - 8 maj 1945)